# Sorex caecutiens kunashirensis
Sorex caecutiens kunashirensis is een ondersoort van de Noordse spitsmuis (Sorex caecutiens) die voorkomt op het eiland Kunashir in de Koerilen. De ondersoort werd oorspronkelijk Sorex caecutiens longicaudatus Okhotina, 1993 genoemd, maar die naam was al eerder gebruikt voor Sorex longicaudatus Yoshikura, 1956 (nu een synoniem van Sorex gracillimus) (zie voor meer informatie over de auteur en datum van deze naam Hutterer & Zaitsev (2004)). Daarom gaven Hutterer & Zaitsev (2004) een nieuwe naam aan voor deze ondersoort, die is afgeleid van het eiland Kunashir, waar S. c. kunashirensis voorkomt.